# Campylorhynchus yucatanicus
Carriça-do-iucatão ou garrincha-do-iucatão (Campylorhynchus yucatanicus) é uma espécie de ave da família Troglodytidae.
É endémica do México.
Os seus habitats naturais são: matagal árido tropical ou subtropical.
Está ameaçada por perda de habitat.